# Edificio La Unión y el Fénix (Córdoba)
El Edificio La Unión y el Fénix es un edificio terminado en 1927 y situado en la plaza de las Tendillas de Córdoba, en pleno centro de la ciudad.

## Historia
La antigua aseguradora La Unión y El Fénix contrató al arquitecto Benjamín Gutiérrez Prieto, quien comenzó a construir el edificio en 1926 para ser terminado al año siguiente. Durante la Guerra civil española albergó una de las sirenas que avisaban a la población de la llegada de bombardeos.

## Diseño
El edificio está dividido en 3 tramos de cinco alturas. Destaca por la solución de su esquina donde un ventanal de triple altura se enmarca por columnas que sostienen un remate circular coronado por el Ave Fénix con una figura humana sobre él, símbolo de la compañía.